# Miranda de Duero (España)
Miranda de Duero es una localidad de la provincia de Soria, partido judicial de Soria,  comunidad autónoma de Castilla y León, España. Pueblo de la comarca de Soria que pertenece al municipio de Los Rábanos.

## Demografía
En el año 2000 contaba con 29 habitantes, concentrados en el núcleo principal pasando a 12 en 2014.

## Historia
El Censo de Pecheros de 1528, en el que no se contaban eclesiásticos, hidalgos y nobles, registraba la existencia 10 pecheros, es decir unidades familiares que pagaban impuestos.
A la caída del Antiguo Régimen la localidad se constituye en municipio constitucional, conocido entonces como Miranda de Duero en la región de Castilla la Vieja, partido de Soria, que en el censo de 1842 contaba con 14 hogares y 58 vecinos.
A mediados del siglo XIX desaparece el municipio porque se integra en Tardajos de Duero.

## Lugares de interés
- Iglesia de la Asunción de la Virgen con restos románicos.

## Fiestas
- Natividad de la Virgen, primer domingo de septiembre.